# Манторов, Вячеслав Иванович
Вячеслав Иванович Манторов (псевдоним Мальков) (1894, деревня Сторожки, Тамбовская губерния — 1973, Москва) — участник борьбы за Советскую власть в Забайкалье, государственный деятель.

## Биография
Родился в 1894 году в деревне Сторожки в крестьянской семье, которая вскоре переселилась в Читу. Начал работать в 1906 году; в 1911—1918 годы — слесарь в Читинских железнодорожных мастерских. С 1914 года занялся революционной деятельностью, в 1916 году стал членом кружка РСДРП. В августе 1917 года избран членом президиума Совета рабочих депутатов города Читы, делегатом в Забайкальский областной Совет рабочих и крестьянских депутатов. Областным Советом направлен в Иркутск, в Центросибирь.
В ноябре 1917 года в Иркутске избран членом Окружного военного революционного комитета по установлению советской власти в Сибири и организации Красной гвардии. С 1918 года — секретарь Президиума ЦИК Советов Восточной Сибири, член Центросибири, комиссар Восточно-Сибирской контрольной палаты. В 1918 году в Черемхово организовывал Красную гвардию. После падения Советской власти в Иркутске перешёл на нелегальное положение, жил под фамилией Малькова Ивана Ивановича. Работал в Ганзурино на паровой мельнице. В декабре 1919 года вошёл в Тарбагатайский партизанский штаб. В 1920 году на Бичурском съезде восставшего трудового народа избран председателем ЦИК Советов Прибайкалья и военным комиссаром.
После освобождения Верхнеудинска в марте 1920 года назначен помощником военкома Забайкальских групп войск. С созданием ДВР избран членом правительства ДВР, в апреле — сентябре 1920 года работал министром внутренних дел республики. В сентябре 1920 года направлен на занятую семёновцами территорию Забайкалья, вошёл в ревком Центрального Забайкалья. В 1921 году — делегат X съезда РКП(б). После съезда работал инструктором Московского комитета партии. Окончил Коммунистический университет имени Я. М. Свердлова. С 1924 года участвовал в восстановлении тяжёлой промышленности. В 1935—1946 годах руководил несколькими заводами в Москве.
С 1956 года персональный пенсионер. Умер в 1973 году в Москве.

## Награды
- Орден Красной Звезды — за организацию производства боеприпасов на Московском турбинном заводе
- Орден «Знак Почёта» — за восстановление Московского турбинного завода
- Медаль «За оборону Москвы»
- Медаль «За доблестный труд в Великой Отечественной войне 1941—1945 гг.»
- Почётный гражданин города Улан-Удэ